# Station Oleśnica Rataje
Station Oleśnica Rataje is een spoorwegstation in de Poolse plaats Oleśnica.